# Horst Bulau
Horst Hardy Bulau (Gloucester, 14 agosto 1962) è un ex saltatore con gli sci canadese.

## Biografia
Debuttò in campo internazionale ai Mondiali juniores del 1979, vincendo l'oro nel trampolino K80. In Coppa del Mondo esordì il 30 dicembre 1979 a Oberstdorf (67°) e ottenne la prima vittoria, nonché primo podio, il 1º gennaio 1981 a Garmisch-Partenkirchen.
In carriera prese parte a quattro edizioni dei Giochi olimpici invernali, Lake Placid 1980 (41° nel trampolino normale, 29° nel trampolino lungo), Sarajevo 1984 (38° nel trampolino normale, 10° nel trampolino lungo), Calgary 1988 (44° nel trampolino normale, 7° nel trampolino lungo, 9° nella gara a squadre) e Albertville 1992 (42° nel trampolino normale, 52° nel trampolino lungo, 14° nella gara a squadre), a quattro dei Campionati mondiali (5° nella gara a squadre di Oslo 1982 il miglior piazzamento), e a una dei Mondiali di volo.

## Palmarès

### Mondiali juniores
- 1 medaglia:
  - 1 oro (K80 a Mont-Sainte-Anne 1979)

### Coppa del Mondo
- Miglior piazzamento in classifica generale: 2º nel 1983
- 29 podi (tutti individuali):
  - 13 vittorie
  - 10 secondi posti
  - 6 terzi posti

#### Coppa del Mondo - vittorie
| Data             | Località               | Nazione        | Trampolino                |
| ---------------- | ---------------------- | -------------- | ------------------------- |
| 1º gennaio 1981  | Garmisch-Partenkirchen | Germania Ovest | Große Olympiaschanze K107 |
| 10 marzo 1981    | Bærum                  | Norvegia       | Skui K105                 |
| 15 gennaio 1982  | Sapporo                | Giappone       | Miyanomori K86            |
| 23 gennaio 1982  | Thunder Bay            | Canada         | Big Thunder K89           |
| 24 gennaio 1982  | Thunder Bay            | Canada         | Big Thunder K120          |
| 30 dicembre 1982 | Oberstdorf             | Germania Ovest | Schattenberg K115         |
| 22 gennaio 1983  | Thunder Bay            | Canada         | Big Thunder K89           |
| 26 gennaio 1983  | Sankt Moritz           | Svizzera       | Olympiaschanze K94        |
| 28 gennaio 1983  | Gstaad                 | Svizzera       | Mattenschanze K88         |
| 25 febbraio 1983 | Falun                  | Svezia         | Lugnet K88                |
| 4 marzo 1983     | Lahti                  | Finlandia      | Salpausselkä K88          |
| 6 marzo 1983     | Lahti                  | Finlandia      | Salpausselkä K113         |
| 10 dicembre 1983 | Thunder Bay            | Canada         | Big Thunder K89           |

#### Torneo dei quattro trampolini
- 3 podi di tappa[2]:
  - 2 vittorie
  - 1 terzi posti